# 飛岡健
飛岡 健（とびおか けん、1944年（昭和19年）10月20日 - ）は、日本の航空工学者、客員教授、経営者。株式会社現代人間科学研究所、および株式会社未来と経営の研究所の代表取締役。

## 人物
東京都立一橋高等学校出身、東京大学航空工学専攻卒業、東京大学大学院工学系研究科博士課程（航空工学）修了。東京大学宇宙航空研究所職員を経て、東大のロケット・人工衛星の打ち上げ・研究に従事。1975年、現代人間科学研究所を設立。現在は、MAトラスト株式会社が主催する未来予測研究会を中心に講演活動を続けている。

## 経歴
- 1944年 - 東京都に生まれる。[1][2]
- 1971年 - 東京大学大学院工学系研究科博士課程修了（航空工学・宇宙工学専攻）
- 1971～73年 - 東京大学航空宇宙研究所勤務、独立法人現代人間科学研究所研究員
- 1988年 - 株式会社現代人間科学研究所設立、所長就任
- 2007年 - 株式会社未来と経営の研究所設立、代表取締役就任
- 2009年 - 株式会社人間と科学の研究所代表取締役就任

## 主な実績
- 150冊以上の本の著作（分野は多分野）、テレビ・ラジオ出演多数。[1][2]
- 3000回以上の講演（歴代内閣総理大臣の集る会、経団連軽井沢セミナー他）
- 50カ国以上の海外視察（世界中の自動車工場を初め、多くの視察団長を勤める）
- 100社以上の会社をコンサルティング（多くの企業の上場を支援）
- 数十に達する国や企業からの受託研究
- 30年以上のセミナーの主催（30年以上経団連のセミナーを主催）
- 多くの独自研究の成果（未来予測の方法論の確立）
- 金沢工業大学研究員と客員教授を30年以上の教育者歴

## 主な著書
- 「科学と遊ぶ本」ゴマブックス、1980年。
- 「日本の技術はなぜ優秀か―日本民族の不思議な能力を探る」Yell books、1980年。
- 「科学面白事典―楽しみながら科学に強くなる本」21世紀ブックス、1981年。
- 「“流れ”の思想―川と日本人の関係考」1981年。
- 「ビジネス感度の磨き方―知的行動を可能にする!」1981年。
- 「生物に学ぶ30の発想」ウイークエンドブックス、1982年。
- 「科学ものしりゼミナール」講談社まんがなぞふしぎシリーズ、成田アキラ、飛岡健 共著、1982年。
- 「タイムマシン―相対性理論早わかり講座」 講談社まんがなぞふしぎシリーズ、成田アキラ、飛岡健 共著、1982年。
- 「"脳"のなぞふしぎ―君も天才になれる!?」講談社まんがなぞふしぎシリーズ、成田アキラ、飛岡健 共著、1982年。
- 「ハイブリッド思考術―異質のものを組合わせる新しい技術」ゴマセレクト、1982年。
- 「日本人と欧米人―イラスト版・和英対訳」PHPブックス、飛岡健、ヨシトミヤスオ 共著、1983年。
- 「物理と化学なるほどゼミナール」1983年。
- 「工学的発想が経営を変える」1984年。
- 「哲科学への挑戦」1984年。
- 「ハイテク社会に未来はあるか」飛岡健、今野雅方共著、1984年。
- 「データから何が読めるか―ビジネスマン情報活用術」1984年。
- 「ダイヤモンド産業技術「チャート式」解説―分野別・1兆円ニューマーケット予測」1984年。
- 「CG(コンピュータ・グラフイツクス)のことがわかる本」1985年。
- 「科学万博から何を学ぶか―今つくばはビジネス・ヒントの宝庫だ」1985年。
- 「流行コンセプト10―人気の店・人気の商品60にみるニュートレンド」飛岡健、小野寺明美 共著、1996年。
- 「「3」の思考法―三位一体、三すくみ、正反合…にひそむ考え方の知恵」ゴマセレクト、1987年。
- 「技術大爆発―円高日本の恐るべき底力」カッパ・ビジネス、1987年。
- 「21世紀のビジネスマンはこう変わる」 HBJ BUSINESS EXPRESS、1988年。
- 「老人キラー(大物殺し)は出世する―実力者に引き立てられる演出法と処世術」1988年。
- 「1ドル110円の日―そのとき日本は!?」天山ブックス、1988年。
- 「ボスの管理術」 エレン ネビンス、1988年。
- 「史上最大のビジネスチャンス―見えてきた“第4の波”」1988年。
- 「文化倍増論―経済大国から文化大国へ」1989年。
- 「日本国民に告ぐ―いま迫られている精神革命とは」 1989年。
- 「バイオの衝撃―奇跡の医薬からサイボーグ人間まで」1989年。
- 「周期の研究―この法則を知れば明日が読める」 ベストセラーシリーズ・ワニの本、1989年。
- 「大衆動員の魔術―イベント成功のために」 1990年。
- 「2001年のヒット市場は―科学的マーケティングのすすめ」1990年。
- 「マーケットは読める―’90年代ビジネスの海図と羅針盤」1990年。
- 「GNP580兆円争奪大作戦 (<カセット>)」1990年。
- 「おもしろくてためになる血液の雑学事典」1990年。
- 「未来への巡礼―能登の地から」1990年。
- 「女はみんなジャンヌ・ダルク」飛岡健、浜田マキ子 共著、1991年。
- 「日本は10年後にこう変わる」1991年。
- 「ビジネスマンのためのファジィ理論の解読書」ムックセレクト、飛岡健、大塚桂一 共著、1991年。
- 「「この10年」ビジネスは大変化する―90年代後半を通して日本経済は再び大成長する!」1992年。
- 「1993年・酉年の日本はこうなる―ズバリ!経済・産業・社会88の予測」1992年。
- 「生物に学ぶビジネス発想法」1992年。
- 「バブルの経済学―ニューバブルの形成と日本経済再生論」1992年。
- 「3は発想のマジックナンバー―三つに分ける、三つにまとめる、三つめを見つける」フロムフォーティズ、1993年。
- 「生物からの贈りもの―豊かな未来づくりのために」 1993年。
- 「官製不況―大蔵省・日本銀行が犯した七つの大罪」1993年。
- 「未来の釣り方―人より「一歩半」さきを読み切る」1993年。
- 「引き算哲学の時代―何を失って成長するか」1993年。
- 「1994年～95年ビジネス・業界の読み方―企業、必死の生存闘争の年! 商品・技術・マーケット」現代人間科学研究所、1993年。
- 「迷子になったイルカの子は、なぜ母親に再会できたのか―知っているようで知らなかった科学常識160」ゴマブックス、1993年。
- 「日本経済をダメにした日銀総裁と大蔵官僚―では、どうすればいいのか 私たちの大胆な提言」宮尾尊弘、飛岡健 共著、1993年。
- 「賃金破壊―急激な「価格破壊」は国を亡ぼす」ノン・ブック・愛蔵版、1994年。
- 「大不況脱出―景気回復の決め手は、眠っている2000兆円にいかに手をつけるかだ」1994年。
- 「平成九年に超好況が来る―再点火した日本経済に乗り遅れないために」1994年。
- 「マルチメディアをひとことで言う本―100兆円の巨大市場をつくり出す」1994年。
- 「仮説思考法―カン・思いつきに形を与え、読めない未来を読む法」ゴマブックス、1994年。
- 「新バブル待望論―企業不況・生活不況からの脱出には、この手しかない」1995年。
- 「哲学ってなに?―「あなたの世界」を見つめ直す入門書」ON SELECT、1995年。
- 「ものの見方・考え方・表し方」1996年。
- 「ビル・ゲイツの読み方」1996年。
- 「21世紀 企業勝ち残りの方程式」田辺昇一、飛岡健共著、1996年。
- 「人は周期の法則で動かされている―明日が予測できる「周期現象」の不思議」 KAWADE夢新書、1996年。
- 「成功するわずかな頭の使い方―自分の人生スタイルをどう定めるか!」1996年。
- 「豊かなライフ・スタイルの創造「個性・創造性・教養」の時代をどう生きるか」1997年。
- 「日本人と欧米人」 [日本語版]飛岡 健、[英語版] David Burleigh、1997年。
- 「非学歴の時代―学校教育からハミ出した子供達とその将来」1997年。
- 「日本経済を危機に陥れた 大蔵省・日本銀行の大罪」ゴマブックス、1997年。
- 「日本経済が復活する日―日本の景気は回復どころか更なる成長する力を有している」1997年。
- 「心理不況脱出のシナリオ―日本人の“美徳”が招いた経済危機の乗り切り方」ゴマブックス、1997年。
- 「ビル・ゲイツに勝つ 成功と戦いの方程式」ゴマブックス、1997年。
- 「先見力をつける (知のノウハウ)」 1997年。
- 「成功力がつく本―人生・仕事における「常勝パターン」の研究」 1997年。
- 「笑いの博物館―おかしい、楽しい、おもしろい蘊蓄・含蓄のすべて」ゴマブックス、飛岡健、越智宏倫共著、1998年。
- 「ニュー・クライシス―かつて経験したことのない危機が忍び寄っている」1999年。
- 「複眼思考型人間だけが生き残る―情報化時代を超える知脳化時代の生き方」ゴマブックス、1998年。
- 「「気」の本質を読む―森羅万象を支配する「気」の正体と活用術」KAWADE夢新書、1998年。
- 「日本人のものの考え方―その欠点・弱点・貧しさ」1999年。
- 「解決されていない科学のテーマ」2000年。
- 「「ストップ・ザ・介護」宣言―一生元気なままがいいそのためには…?!」2000年。
- 「周期的思考があなたを変える―満月の夜、なぜ犯罪が起きるのか?」ふたばらいふ新書、2000年。
- 「生命体経営学」 藤田史郎、飛岡健 共著、2001年。
- 「飛行機はなぜ飛ぶのか?―知ってるようで知らない空の話」ワニ文庫、2002年。
- 「“逆”思考の頭をもちなさい―ビジネスの成功は、いまこそ反常識の発想にあり!」KAWADE夢新書、2002年。
- 「上島洋山の世界―能登の夕陽が運命を変えた」2002年。
- 「野村克也の極秘の兵法―野村ID野球から学ぶ経営の英知と人が生きるための知恵、飛岡健、志太勤 共著、2003年。
- 「哲学者たちは何を知りたかったの ?──凡人でもわかる、哲学のやさしい悩み方」KAWADE夢新書、2004年。
- 「日本をもう一度江戸時代に戻そう!」浅井隆、飛岡健 共著、2008年。
- 「あたりまえだけどなかなかできない 出世のルール」アスカビジネス 浜口直太、飛岡健 共著、2011年。
- 「橋下徹は坂本龍馬に成れるか?」2012年12月。

## 主な出演
インターネットTV「JapanアクターズTV」国際魅力学会
- 「トビケンの見たい聴きたい言わせたい」出演 マダム路子プロデュース
- 「トビケンの雑学千夜一夜」 出演 マダム路子プロデュース

## 趣味
- 釣り - 海での船釣り（一級船舶免許所有）[1][2]
- 音楽 - クラシック音楽（世界中のコンサートホール、オペラ劇場を回る）
- スポーツ - テニス、野球
- 家庭菜園 - 農業が大好きな人間で、徴農制の提唱者